# Саламинские войны
Саламинские войны — вооружённый конфликт между Афинами и Мегарой за обладание островом Саламин.

## Афино-мегарский конфликт
Первый известный конфликт между Мегарой и Афинами произошёл из-за пограничной элевсинской области. Элевсин последним среди аттических поселений вошёл в состав Афинского государства (вероятно, в первой половине VII века до н. э.), завершив тем самым длительный процесс объединения Аттики. В ходе территориальной консолидации Афины столкнулись с мегарскими претензиями на эти земли, и в античных преданиях сохранились следы воспоминаний о борьбе двух государств.
Плутарх пишет, что Тесей, которому афинская традиция приписывала заслугу объединения страны, отнял у мегарян Элевсин, обманув тамошнего правителя Диокла, и тогда же, по мнению мегарских авторов, убил военачальника Скирона, которого афинские мифографы изображали как жестокого грабителя и убийцу.
Павсаний приводит рассказ об афинском вестнике Антемокрите, посланном к мегарцам с требованием прекратить незаконную обработку земли, вероломно убитом ими и похороненном на так называемой священной дороге из Афин в Элевсин.

## Значение Саламина
Небольшой по размерам остров, население которого выращивало оливки и виноград, а также занималось пчеловодством и производством сыра, в древнейшие времена был связан с соседней Эгиной, а в период Темных веков и в начале архаики, по-видимому, сохранял независимость, пока более крупные государства не набрались сил для экспансии.
Географическое положение острова, находящегося рядом с побережьями Аттики и Мегариды, делало борьбу за него неизбежной. Мегарцы, начавшие выведение колоний во второй половине VIII века до н. э., должны были первыми осознать значение Саламина для обеспечения морского пути из их гавани Нисеи, однако, в то время едва ли могли приступить к его колонизации, так как сами с трудом отбивались от коринфской агрессии. Афины, которые до VII века до н. э., вероятно, вообще не имели государственных кораблей, оценили важность острова, когда на него стали претендовать мегарцы.

## Начало борьбы за Саламин
В античной традиции сохранилось мало сведений о ходе длительной борьбы за Саламин, так как эти события происходили до возникновения историографии. Вместо этого источники приводят «малодостоверные рассказы, обрастающие с течением времени подробностями полуанекдотического характера».
Предположительно, конфликт обострился около 650—640 до н. э., перед установлением тирании Феагена, добившегося в качестве мегарского военачальника успехов в борьбе с афинянами. Придя к власти, он продолжал оказывать давление на Афины и содействовал попытке установления тирании своего зятя Килона.
В период между Килоновой смутой и выступлением Солона, вероятно, произошло несколько военных столкновений и морских сражений. Павсаний пишет, что в одном из мегарских храмов видел медный нос триеры, захваченной в бою с афинянами.

## Элегия «Саламин»
По преданию, афиняне были настолько ослаблены постоянными военными неудачами, что под страхом смерти запретили поднимать вопрос о возобновлении борьбы за остров, а потому Солону пришлось прикинуться сумасшедшим, чтобы прочитать свою патриотическую элегию. Исследователи с большим сомнением относятся к этим анекдотическим подробностям, но сам факт выступления Солона, которое относят примерно к 605—600 до н. э., у большинства нет оснований отвергать.
Элегия состояла из ста стихов, до нашего времени дошло восемь. По словам Диогена Лаэртского, на афинян особенное впечатление произвели следующие строки:
Под впечатлением от этих стихов афиняне отменили прежнее постановление и назначили Солона военачальником (вероятно, архонтом-полемархом).

## Завоевание Саламина афинянами
Экспедиция Солона на Саламин и завоевание острова описаны у Плутарха, рассказ которого дополняется Аристотелем, Демосфеном, Страбоном, Энеем Тактиком, Полиеном, Юстином, Павсанием и Диогеном Лаэртским. Однако, Плутарх передаёт версии, заимствованные из довольно поздней историографии, его рассказ содержит противоречия, так как упоминает ещё и Писистрата. Другие авторы добавляют путаницы, приписывая руководство экспедицией то Солону, то Писистрату.
Историки XIX—XX веков предлагали различные реконструкции событий и различную хронологию, помещая завоевание острова под 600, 580 и 560 до н. э. По наиболее распространённой версии, Саламин был завоёван до проведения реформ Солона, то есть в промежутке между 605/600 и 594 до н. э. Если это так, то на исход борьбы должно было оказать влияние тяжёлое поражение, понесённое мегарцами в это же время в Перинфской войне.

### Первая версия
Из двух версий завоевания, приведённых Плутархом, первая в его время была более распространённой. Согласно ей, Солон и Писистрат морем прибыли на мыс Колиаду, где женщины приносили традиционную жертву Деметре. Подослав к мегарскому гарнизону на Саламине своего человека под видом перебежчика, Солон посоветовал напасть на Колиаду, чтобы захватить женщин из лучших домов, а когда мегарский корабль приблизился, заменил женщин на юношей, переодетых в женское платье. Высадившиеся на берег мегарцы были захвачены врасплох и полностью перебиты, после чего афиняне без труда овладели островом.
Этот рассказ повторяет Полиен, который не упоминает об участии Писистрата. Самый ранний вариант данной истории встречается у Энея Тактика, который не пишет о переодевании юношей, а руководителем экспедиции называет Писистрата. В таком же виде эту версию передают Юстин и Фронтин.
В достоверности этой истории, содержащей явный вымысел на основе распространённого фольклорного сюжета, сомневался уже Плутарх, а сообщения об участии в экспедиции одновременно и Солона и Писистрата были поставлены под сомнение Аристотелем, поскольку «это несовместимо с возрастом из обоих, если принять во внимание время жизни того и другого, а также при каком архонте каждый из них умер».

### Вторая версия
Вторая версия выглядит более реалистичной, и Плутарх отдаёт ей предпочтение. По этому рассказу, вначале Солон запросил совет Дельфийского оракула, и пифия ответила:
Ночью Солон переправился на остров и принёс жертвы героям Перифему и Кихрею, затем взял 500 добровольцев, которые должны были возглавить островное самоуправление, и на множестве лодок и одном тридцативесельном корабле предпринял десантную операцию. Мегарцы, до которых дошли слухи об афинских приготовлениях, выслали для наблюдения корабль, но афиняне его захватили, и, пока основные силы Солона, овладев береговым плацдармом, вели сражение с гарнизоном острова, отборный отряд на мегарском судне проник в гавань столицы и внезапной высадкой захватил её.
По словам Плутарха, «бой еще продолжался, когда бывшие на корабле уже успели овладеть городом». Взятые в клещи, мегарцы капитулировали, и тех, кто не погиб в сражении, афинский предводитель отпустил по договору.
Несмотря на бо́льшую достоверность, эта версия, по мнению некоторых исследователей, также является конструктом поздней историографии, созданным на основе обычаев культа Афины на мысе Скирадии, возникшего уже после завоевания.

## Спартанский арбитраж
Мегарцы не оставляли попыток вернуть Саламин, и военные действия тянулись с переменным успехом некоторое время, пока обе стороны не обратились за разрешением спора к спартанцам. В ходе третейского суда Солон привёл ряд аргументов, характерных для архаической эпохи, и подтверждавших права афинян. Он ссылался на оракулы, именовавшие Саламин ионийской землёй, что делало его ближе родственным ионийцам афинянам, чем мегарцам, имевшим дорийское происхождение; процитировал строки из «Списка кораблей»:
Тем самым он подтверждал историческую близость Саламина Афинам, но злые языки позднее утверждали, что Солон воспользовался отсутствием в его время каноничной версии текста и вторую строку вставил сам.
Любопытным является использование «археологического» аргумента:

…чтобы стало ясно, что Саламин приобретен не только силою, но и по праву, он раскопал там несколько могил и показал, что мертвые лежат в них головою на восток, по афинскому обычаю, и сами гробницы обращены на восток, и надписи на них высечены с упоминанием демов, как водится у афинян.— Диоген Лаэртский. I, 47—48.
Мегарцы позднее пытались опровергнуть и этот аргумент, но в начале VI века до н. э. спартанские арбитры вынесли решение в пользу афинян.

## Окончание борьбы
Спартанский арбитраж на время прекратил борьбу, но после отъезда Солона из Афин в городе начались смуты, чем, вероятно, воспользовались мегарцы, вновь захватившие Саламин. Точку в войне около 565 до н. э. поставил афинский военачальник Писистрат, нанёсший противнику несколько поражений и даже сумевший захватить мегарскую гавань Нисею, расположенную в трёх километрах от метрополии.
Нисею мегарцы вскоре отвоевали, после чего посвятили в Дельфы статую Аполлона, но с потерей Саламина им пришлось смириться. Сторонники «низкой» датировки саламинских войн относят спартанский арбитраж именно к этому времени.

## Последствия
Саламин надолго вошел в состав Афинского государства. На этом острове афиняне опробовали свою уникальную систему колонизации — клерухию — при которой колонисты не теряли гражданства метрополии, но получали самоуправление, не входя в состав афинского полиса.
Для внутренней политики Афин Саламинские войны имели большое значение и как вторая после Сигейской удачная попытка колонизации, и благодаря выдвижению в ходе кампаний таких выдающихся деятелей, как Солон и Писистрат.
Мегара, испытывавшая, в отличие от Афин, проблемы из-за перенаселённости и вызванного ею «аграрного голода», использовала Саламин в качестве земельного резерва, и после основания в 660 до н. э. Византия в течение ста лет не выводила новые колонии. Уже через несколько лет после потери острова мегарцы, чьи колонисты, очевидно, были изгнаны с острова афинянами, были вынуждены ослаблять демографическое давление, основав новую колонию на востоке — Гераклею Понтийскую (560 до н. э.)
Солону благодарное отечество поставило статую на Саламине.